# 新潟市立濁川小学校
新潟市立濁川小学校（にいがたしりつ にごりかわしょうがっこう）は、新潟県新潟市北区濁川に所在する市立小学校。

## 沿革
- 1873年（明治6年） - 第八中学区一番小学濁川校と称し濁川新田法淳寺に借館開校（創立記念日1月11日）[1][2]。
- 1874年（明治7年） - 第八中学区公立一番小学濁川校と改称[1]。
- 1876年（明治9年） - 現在地に校舎新築（洋風2階建、延110坪）[1]。
- 1887年（明治20年） - 小学校令公布により尋常科濁川小学校と改称[1]。
- 1892年（明治25年） - 村立濁川尋常小学校と改称[1]。
- 1901年（明治34年） - 高等科併置、村立濁川尋常高等小学校と改称[1]。
- 1909年（明治42年） - 濁川村濁川尋常高等小学校と改称[2]。
- 1916年（大正5年） - 運動場・教室・廊下を増築[1]。
- 1925年（大正14年） - 校旗樹立式挙行[1]。
- 1935年（昭和10年） - 新校舎増築（延887坪）、校地拡張（500坪）[1]。
- 1941年（昭和16年） - 濁川村濁川国民学校と改称[1]。
- 1947年（昭和22年） - 濁川村立濁川小学校と改称[1]。
- 1950年（昭和25年） - 学校図書館設置[1]。
- 1954年（昭和29年） - 新潟市への合併により新潟市立濁川小学校と改称、グラウンド拡張、校歌制定[1]。
- 1957年（昭和32年） - 給食室完成、完全学校給食開始[1]。
- 1968年（昭和43年） - 体育館竣工[1]。
- 1971年（昭和46年） - 新校舎竣工、校旗樹立式、グラウンド整地[1]。
- 1973年（昭和48年） - プール完工式[1]。
- 1979年（昭和54年） - 新校舎完成（3月31日）[1]。
- 1980年（昭和55年） - 前庭・少年像・子どもの森整備[1]。
- 1982年（昭和57年） - 愛の鐘設置[1]。
- 1987年（昭和62年） - 新グラウンド完成、校舎増築・給食室改築工事完了（12月）[1]。
- 1989年（平成元年） - 小型アスレチック設置（1期）、4連ブランコ設置（卒業記念）[1]。
- 1990年（平成2年） - 中庭アスレチック設置（1期）、鳥小屋新築[1]。
- 1993年（平成5年） - 体育館竣工記念式典挙行[1]。
- 1999年（平成11年） - 正門改修工事（12月）[1]。
- 2002年（平成14年） - 校舎大規模改修により屋上フェンス・床張替工事（8月）[1]。
- 2003年（平成15年） - 教務室・図書室・音楽室・西校舎（2階・3階）改修（8～9月）[1]。
- 2004年（平成16年） - 理科室・のばら教室・体育館渡り廊下・東校舎（2階・3階）改修（6～9月）[1]。
- 2013年（平成25年） - 西校舎耐震補強工事（8月）[1]。

## 通学区域
#外部リンクを参照。

### 進学先中学校
- 新潟市立濁川中学校

## 交通
- 新潟交通 E44 大形線 「新崎」バス停から500 m（徒歩6分）[3][4]。
- 新潟交通 E46 大形線 「新崎」バス停から500 m（徒歩6分）[3][4]。
- JR東日本 白新線 新崎駅から1.1 km（徒歩14分）[5]。